# Aurel Dumitru

Aurel Dumitru (n. 29 iunie 1945, Cistei, județul Alba)
Studii: Studii: Institutul de Arte Plastice ,,Nicolae Grigorescu” din București (secțiile pictură și scenografie), specializarea sculptură, promoția 1945.

## Biografie și expoziții
1973-1977 – scenograf la Teatrul de păpuși Alba Iulia
Din 1999 – Lector la Facultatea de Arte Vizuale Oradea.
Doctorand al Universității de Vest Timișoara, Facultatea de Arte Vizuale
Membru al filialelor UAP din România, Arad și Oradea

Expoziții personale:
1990 – Galeria EFORIE București
1992 – Complexul expozițional al UAP Cluj-Napoca (sala BUZUNAR)
1993 – 1994 – Artă monumentală, Alba Iulia SALA UNIRII (28 de portrete împreună cu pictorul H. Cucerzan)
1995 – 1999 – Iconostas (52 de icoane Biserica din Veza, Blaj)
1996 – Galeria națională Delta Arad
1997 – Clubul Artelor Alba Iulia
2001 – Muzeul Țării Crișurilor Oradea
2007 – Galeria Passe Partout Sibiu
Expoziții colective:
Prezent în expoziții de grup și colective în fiecare an în galerii ale UAP din România sau în Muzee
1982/2006 – Alba Iulia, Blaj, Aiud, Cluj-Napoca, Baia Mare, Satu Mare, Tg. Mureș, Reșița, Brașov, București, Bistrița, Târgoviște;
1991/2006 – Saloanele de primăvară, toamnă sau iarnă - Sibiu, Alba Iulia, Arad, Oradea
1998-2000 – Bienalele Naționale de Sculptură Mică Arad
1997-2006 – Taberele Internaționale de Artă I.I.M. Clain Blaj
Expoziții de grup în străinătate:
1988 – Arnsberg – Wesfalia, Germania
1994 – Academia Română din Roma Giovani per l’arte europea - Suha ‘94 – Complexul Monumental San Michele, Roma - Centrul Cultural S. Agostino, Roma, Italia;
1996 – Basel, Elveția
1997 – Kaposvar, Ungaria
1999 – Academia Română din Roma, expoziție româno-italiană de Artă sacră
1999 – Librăria De Miranda, Roma
2000 – Stelle Cadenti Rasegna d’Arte contemporanea 7th edizione in Teverina Guardano a Est, Banca popolare din Milano (Sede di Roma)
2000-2001 – Studio d’Arte / Capocroce Montecelio, Italia 
2001 – Academia Română din Roma Arteincontro
2002 – Complesso S. Agostino Pittori Umbri Del 900 Recanati Italia
29th International Congress on Arts and Communications Fairmonth-Waterfront Hotel, Vancuover, Canada
Lucrări în colecții particulare în România, Italia, Elveția, Germania, Olanda și Grecia

## Lucrări și cronică
|  | Expoziția lui Aurel Dumitru, așa cum se dezvăluie pe simezele Secției de artă a Muzeului Țării Crișurilor, se dorește a fi una ce oferă posibilitate rememorării etapelor principale ale creației sale. Această opțiune, însă, nu este legată de ideea unei retrospective cât de relațiile firești conceptuale și de traseu plastic, care definesc universul acestuia... ...Din perspectiva rezolvărilor tehnice, creațiile lui Aurel Dumitru vin să confirme viabilitatea soluțiilor alese. Atât în obiectele conturând o structură spațială și mișcare, precum și în colajele alăturate acestora, din anii 1982-1983, care aparțin primei perioade, cât și în ansamblurile care aduc în atenție puneri în pagini ce capătă individualitate prin concentrarea în mijlocul fiecărei compoziții a acelorași obiecte-colaj, evidențiate prin consistența volumelor, caracteristice următoarelor două serii, respectiv din anii 1990-1993 și 1999-2001, pictorul și scenograful Aurel Dumitru ne dș măsura unui talent ce a știut să consacre o viziune întru frumos, unică în originalitate ei. Demersul artistic, specific lui Aurel Dumitru, mizeză pe materii prime banale (hârtie, tifon, lut, lemn, tuburi de culori, bostan, făină de mălai, piatră, praf de șlefuit etc.) care, în urma unei modelări îngrijite și a înobilării cromatice, au generat opere de artă durabile și de o calitate estetică incontestabilă. S-a maturizat, astfel, un vocabular plastic de o consistență aparte, a cărui finalitate a fost ăi este de a pune în valoare armonia întregului, cu prioritate. Această armonie este accentuată prin prezența culorii, ce are rolul de a contribui la înfrumusețarea obiectelor, de a releva ritmuri tonale generatoare de trăiri. Dacă, însă. în prima fază cromatica este una dominată de tonuri relativ tranșante și puternice, treptat ajunge să propună o gamă senină ca tonalitate, unde albul se constituie în culoarea ce asigură întotdeauna, datorită utilizării ca și cadru delimitator, decuparea cu limpezime a centrului de interes al punerilor în pagină... ...Rod al unei experiențe înnoitoare, datorată unui om care niciodată nu a renunțat să rămână el însuși, arta lui Aurel Dumitru ni se înfățișează acum prin conexiunile posibile de la o etapă la alta a evoluției ei, ca una ce stă sub semnul trăiniciei și a desăvârșirii. | — Aurel Chiriac |